# Tony Lloyd (Politiker)

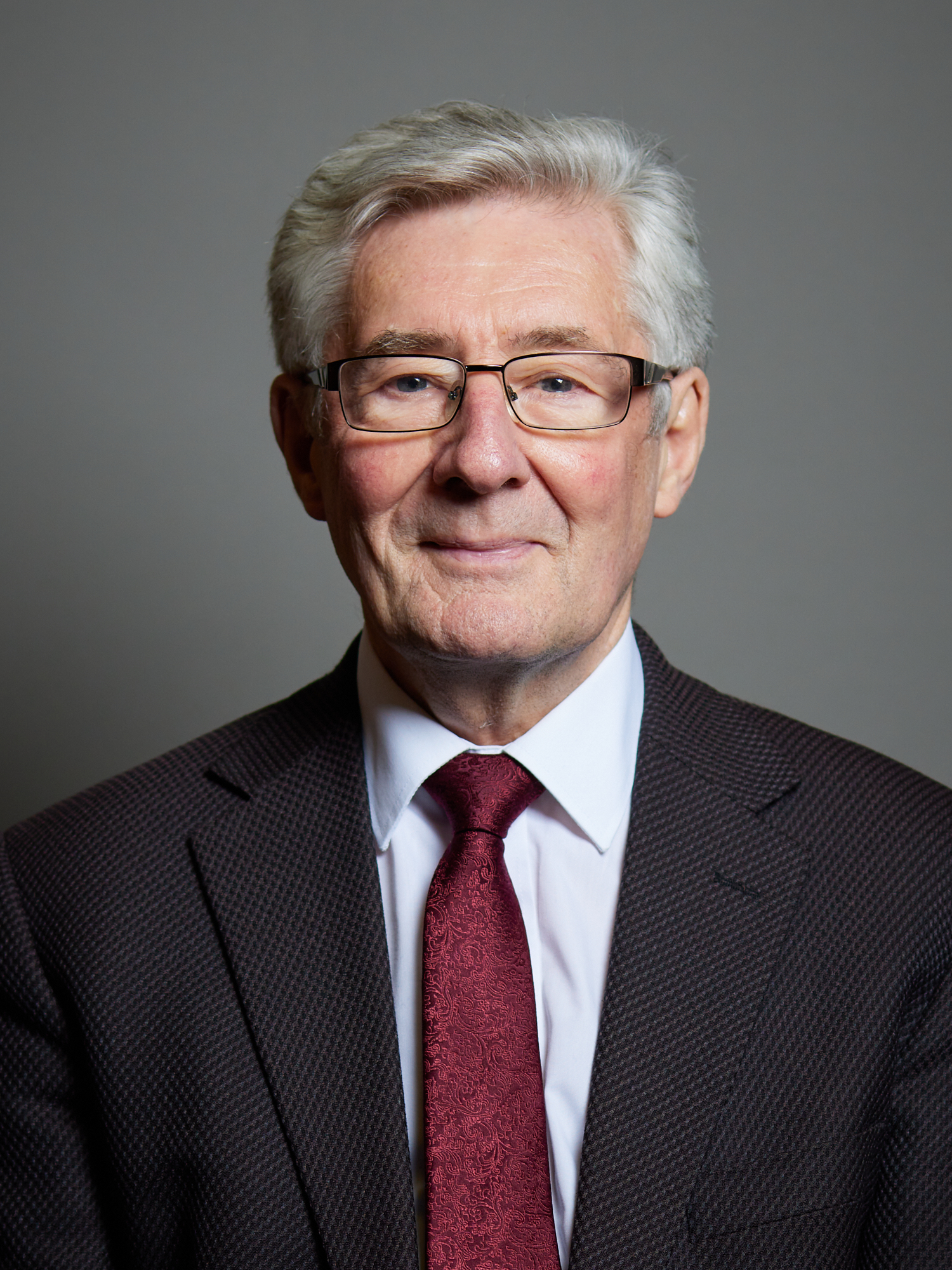
Sir Tony Lloyd (2021)

Sir Anthony „Tony“ Joseph Lloyd (* 25. Februar 1950 in Stretford, Lancashire, England; † 17. Januar 2024 in Manchester) war ein britischer Politiker der Labour Party, der unter anderem von 1983 bis 2012 sowie erneut von 2017 zu seinem Tode 2024 Mitglied des House of Commons, zwischen 1997 und 1999 Staatsminister im Außenministerium sowie von 2006 bis 2012 Vorsitzender der Fraktion der Labour Party im Unterhaus sowie zwischen 2015 und 2017 Bürgermeister von Greater Manchester.

## Leben
Anthony „Tony“ Joseph Lloyd absolvierte ein Studium der Betriebswirtschaftslehre an der Manchester Business School, welches er mit einem Diploma in Business Administration (DipBA) beendete. Ein weiteres Studium an der University of Nottingham schloss er mit einem Bachelor of Science (BSc) ab. Sein Engagement für die Labour Party begann er in der Kommunalpolitik als Mitglied des Rates von Trafford, einem Metropolitan Borough des Metropolitan County von Greater Manchester, dem er von 1979 bis 1984 angehörte. Bei der Unterhauswahl am 9. Juni 1983 wurde er als Nachfolger von Winston Spencer-Churchill von der Conservative Party im Wahlkreis „Stretford“ erstmals zum Mitglied des House of Commons gewählt, des Unterhauses des Parlaments des Vereinigten Königreichs, und vertrat diesen Wahlkreis bis zur Auflösung dieses Wahlkreises am 1. Mai 1997. Zu Beginn seiner Parlamentszugehörigkeit war er zunächst vom 9. Juni 1983 bis zum 18. April 1985 Mitglied des Ausschusses für soziale Dienste (Social Services Committee) sowie im Anschluss zwischen dem 18. April 1985 und dem 5. Mai 1987 Mitglied des Innenausschusses (Home Affairs Committee) und zugleich vom 15. Mai 1985 bis zum 5. Mai 1987 Mitglied von dessen Unterausschuss für Rassenbeziehungen und Einwanderung (Sub-Committee on Race Relations & Immigration). Daneben fungierte er zwischen dem 1. Juli 1986 und dem 1. Juli 1987 als Parlamentarischer Geschäftsführer der oppositionellen Labour-Fraktion (Opposition Whip) im Unterhaus. In der Opposition übernahm er im Schattenkabinett seiner Partei verschiedene Funktion und war als Shadow Spokesperson zunächst vom 1. Juli 1988 bis zum 1. Juli 1992 Sprecher für Arbeit und Pensionen und zugleich zwischen dem 1. Juli 1988 und dem 1. Juli 1989 Sprecher für Verkehr. Daraufhin war er vom 1. Juli 1992 bis 1. Juli 1994 Sprecher der Opposition für Bildung, zwischen dem 1. Juli 1994 und dem 1. Juli 1995 Sprecher für Umwelt, Ernährung und ländliche Angelegenheiten sowie zuletzt vom 1. Juli 1995 bis zum 1. Mai 1997 Oppositionssprecher für Auswärtiges und Angelegenheiten des Commonwealth of Nations. 
Bei der Unterhauswahl am 1. Mai 1997 wurde Lloyd als Nachfolger seines Parteifreundes Bob Litherland im Wahlkreis „Manchester Central“ erneut zum Mitglied des House of Commons gewählt und vertrat diesen Wahlkreis bis zu seinem Mandatsverzicht am 22. Oktober 2012, woraufhin seine Parteifreundin Lucy Powell diesen Wahlkreis gewann. Nach dem Wahlsieg der Labour Party bei der Unterhauswahl am 5. Mai 1997 übernahm er im Kabinett Blair I den Posten als Staatsminister im Ministerium für Auswärtiges und Angelegenheiten des Commonwealth of Nations (Minister of State, Foreign and Commonwealth Office) und hatte dieses Amt bis zum 28. Juli 1999 inne. Als Nachfolger von Ann Clwyd wurde er am 5. Dezember 2006 und war bis zu seiner Ablösung durch David Watts am 15. März 2012 als Chair of the Parliamentary Labour Party Vorsitzender der Labour-Fraktion im Unterhaus. Daneben war er zwischen dem 3. März 2009 und dem 11. Mai 2010 Mitglied des Sonderausschusses für die Region North West England sowie zugleich vom 26. Juli 2010 bis zum 28. November 2011 Mitglied des Europäischen Kontrollausschusses (Europäischer Kontrollausschuss).

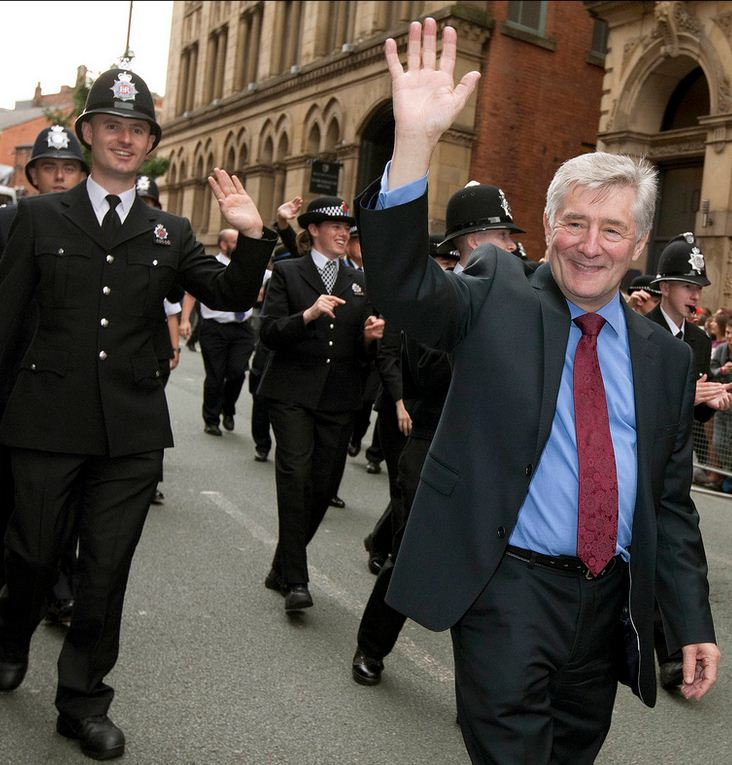
Tony Lloyd während eine Parade in Manchester (16. September 2013)

Nach seinem Ausscheiden aus dem Unterhaus übernahm Tony Lloyd am 22. November 2012 den neu geschaffenen Posten des Polizei- und Kriminalitätskommissar (Police and Crime Commissioner) des Metropolitan County von Greater Manchester, das am 1. April 1974 im Zuge des Local Government Act von 1972 geschaffen und seit dem 1. April 2011 offiziell den Rang einer Stadtregion hat. Er bekleidete dieses Amt bis zum 8. Mai 2017 und wurde daraufhin von Beverley Hughes abgelöst. Während dieser Zeit übernahm er zugleich am 29. Mai 2015 das ebenfalls neu geschaffene Amt als kommissarischer Bürgermeister (Interim Mayor) von Greater Manchester und hatte auch dieses Amt bis zum 8. Mai 2017 inne, woraufhin Andy Burnham seine Nachfolge antrat.
Nach Beendigung dieser kommunalpolitischen Tätigkeiten wurde Tony Lloyd bei der Unterhauswahl am 8. Juni 2017 als Nachfolger seines Parteifreundes Simon Danczuk im Wahlkreis „Rochdale“ wieder zum Mitglied des House of Commons gewählt und vertrat diesen Wahlkreis bis zum Tode am 17. Januar 2024 nur wenige Tage nach seiner Erklärung an einer Leukämieerkrankung im Endstadium. Nach seiner Rückkehr ins Unterhaus übernahm er auch wieder Funktionen im Schattenkabinett seiner Partei und war zunächst vom 3. Juli 2017 bis zum 23. März 2018 „Schattenminister“ für Wohnungsbau sowie im Anschluss zwischen dem 23. März 2018 und dem 28. April 2020 „Schattenminister“ für Nordirland. Zugleich übernahm er zwischen dem 19. Dezember 2019 und dem 6. April 2020 den Posten als „Schattenminister“ für Schottland. Für seine langjährigen Verdienste wurde er bei den „Birthday Honours“ am 12. Juni 2021 als Knight Bachelor (Kt) nobilitiert, wodurch er fortan den Namenszusatz „Sir“ führte. Nach seinem Ausscheiden dem Schattenkabinett war er vom 13. Juli 2021 und dem 6. Februar 2023 Mitglied des Ausschusses für internationalen Handel (International Trade Committee) sowie daneben vom 29. November 2022 bis zu seinem Tode 17. Januar 2024 auch Mitglied des Ausschusses für Nordirland (Northern Ireland Affairs Committee). Ferner gehörte er zwischen dem 7. September und dem 18. Oktober 2022 Mitglied eines Sonderausschusses für Handelsgesetzentwürfe mit Australien und Neuseeland (Trade (Australia and New Zealand) Bill Committee) sowie vom 23. bis 30. November 2022 eines weiteren Sonderausschusses für einen Gesetzentwurf zu Genossenschaften, Gegenseitigkeitsgesellschaften und Versicherungsvereine (Co-operatives, Mutuals and Friendly Societies Bill Committee). Nach seinem Tode wurde bei der erforderlichen Nachwahl (By-election) am 29. Februar 2024 George Galloway von der Workers Party of Britain zum neuen Abgeordneten des Unterhauses für den Wahlkreis „Rochdale“ gewählt.
Aus seine 1974 geschlossenen Ehe mit Judith Tear gingen vier Kinder hervor.

## Hintergrundliteratur
- Alan Haworth, Dianne Hayter: Men Who Made Labour. The Parliamentary Labour Party of 1906 – the Personalities and the Politics, Routledge 2006, ISBN 978-1-84568-047-3
- Adam Jupp: 250 of the Most Influential People in Greater Manchester, MEN Media 2012